# Эркорт

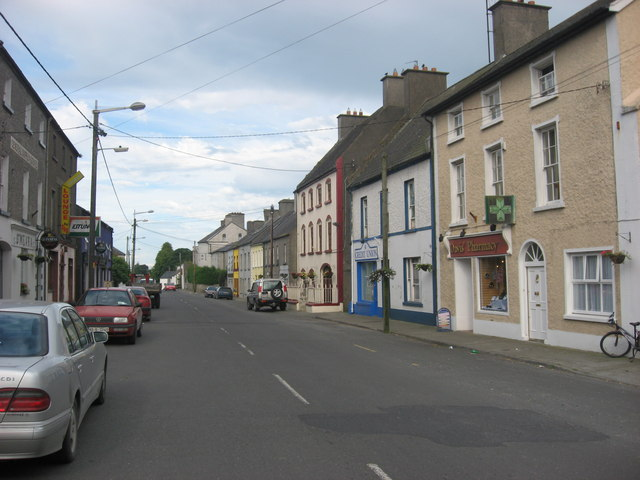
Главная улица

Эркорт (англ. Eyrecourt; ирл. Dún an Uchta, Дун-ан-Ухта) — деревня в Ирландии, находится в графстве Голуэй (провинция Коннахт) у трассы R356.
У Эркорта есть побратим —  Гуенаш.

## Демография
Население — 292 человека (по переписи 2006 года). В 2002 году население было 354 человек.
Данные переписи 2006 года:
| Общие демографические показатели |               |                               |                               |      |      |
| Всё население                    | Всё население | Изменения населения 2002—2006 | Изменения населения 2002—2006 | 2006 | 2006 |
| 2002                             | 2006          | чел.                          | %                             | муж. | жен. |
| 354                              | 292           | −62                           | −17,5                         | 141  | 151  |